# 罗马涅地区奇维泰拉
罗马涅地区奇维泰拉（義大利語：Civitella di Romagna），是意大利费利-切塞纳省的一个市镇。总面积117.8平方公里，人口3840人，人口密度32.6人/平方公里（2009年）。ISTAT代码为040009。